# Kingdonia
Kingdonia uniflora, monotipski biljni rod klasififiran porodici Circaeasteraceae ili u vlastitu porodicu Kingdoniaceae, u oba slučaja dio reda žabnjakolike. 
Jedina je vrsta K. uniflora, endem iz kineskih provincija Gansu, Shaanxi (Taibai Shan), Sichuan i Yunnan (Dêqên Xian). 

## Opis
Rizomatozni geofit. Ljekovita trajnica. Cvjetna stabljika visoka 7--12 cm. Cvijeće ca. 8 mm u promjeru. Čašični listovi blijedozeleni, jajasti, 5--7,5 mm, vrh zašiljen. Prašnici 2--3 mm; niti linearne, 1-žilne; prašnice elipsoidne, ca. 0,3 mm. Staminodi 1,6--2,1 mm. Tučkovi ca. 1,4 mm; jajnik dugačak gotovo kao stil. Ahenije usko oblancetaste, 10--13 × ca. 2,2 mm; postojani stilovi 3,5--4 mm. Sjemenke usko elipsoidne, ca. 3 mm. Cvjeta svibanj - lipanj. 2n = 18.